# Stensjön (Hällaryds socken, Blekinge)
Stensjön är en sjö i Karlshamns kommun i Blekinge och ingår i Bräkneån-Mieåns kustområde.